# Kalevi Laurila
Kalevi Laurila, född 5 december 1937 i Sääksmäki, död 13 april 1991 i Kangasala, var en finländsk längdåkare som var aktiv under 1960-talet. Sina största framgångar rönte han som medlem i de finländska stafettlag som tog silver vid OS 1964 i Innsbruck och brons 1968 i Grenoble samt silver vid VM 1962 i Zakopane och silver igen 1966 i Oslo. Under VM i Oslo tog Laurila även individuellt silver på distansen 30 km, slagen av sin landsman Eero Mäntyranta.